# Euploea eunice
Espèce
Euploea eunice est un insecte lépidoptère  de la famille des Nymphalidae, de la sous-famille des Nymphalinae et du genre Euploea. Il se trouve en Océanie, par exemple à Palaos, aux Îles Mariannes et aux États fédérés de Micronésie.

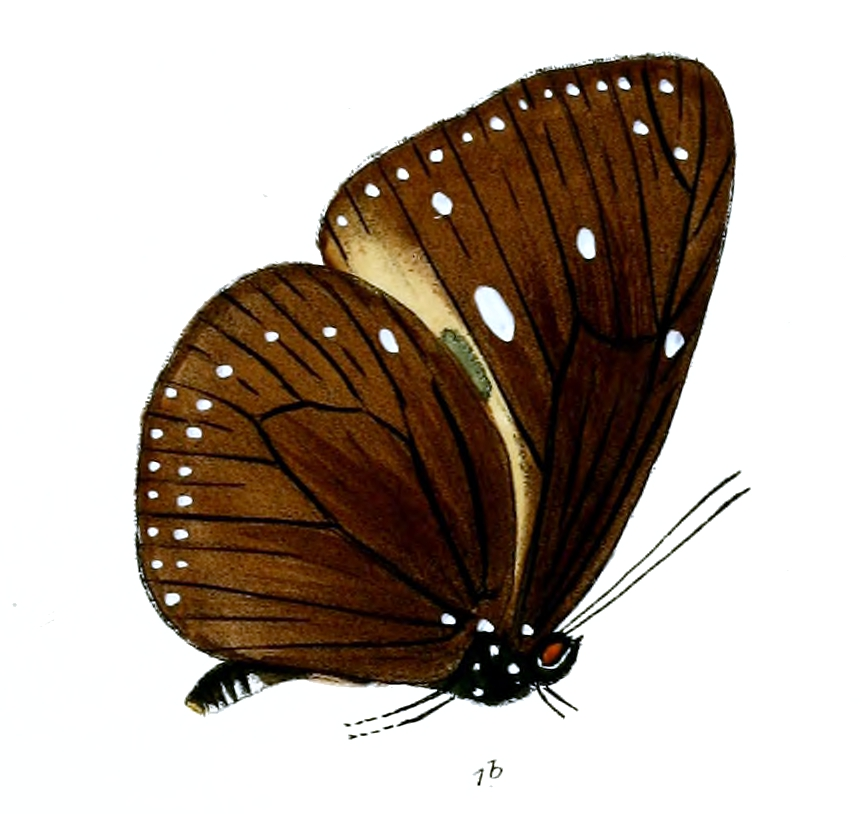